# Gavarnie
Pour l’article ayant un titre homophone, voir Gavarni.

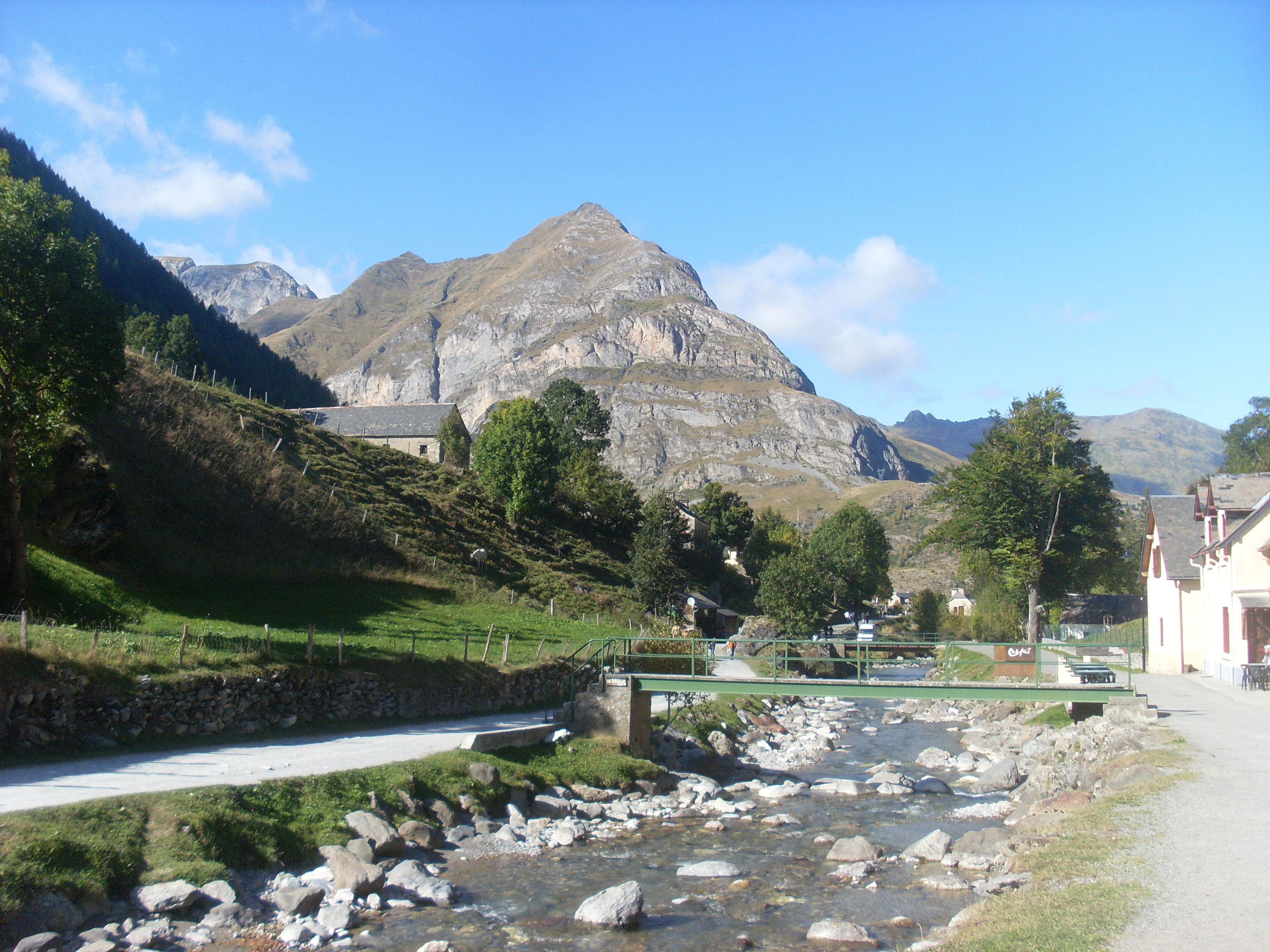
Le gave de Pau ou gave de Gavarnie à Gavarnie-Gèdre (Hautes-Pyrénées).

Gavarnie (Gavarnia en occitan gascon) est une ancienne commune française, située dans le département des Hautes-Pyrénées, en région Occitanie, devenue le 1er janvier 2016 une commune déléguée au sein de la commune nouvelle de Gavarnie-Gèdre.
Les habitants de Gavarnie se nomment les Gavarniens.

## Géographie

### Localisation
Situé dans les Pyrénées, Gavarnie est un petit village de montagne (environ 1 400 mètres d'altitude) à la frontière avec l'Espagne. En 1997, le massif du Mont-Perdu dont fait partie le cirque de Gavarnie a été classé au patrimoine mondial de l'UNESCO au double titre de paysage naturel et culturel.
Gavarnie-Gèdre est la commune française la plus méridionale traversée par le méridien de Greenwich.

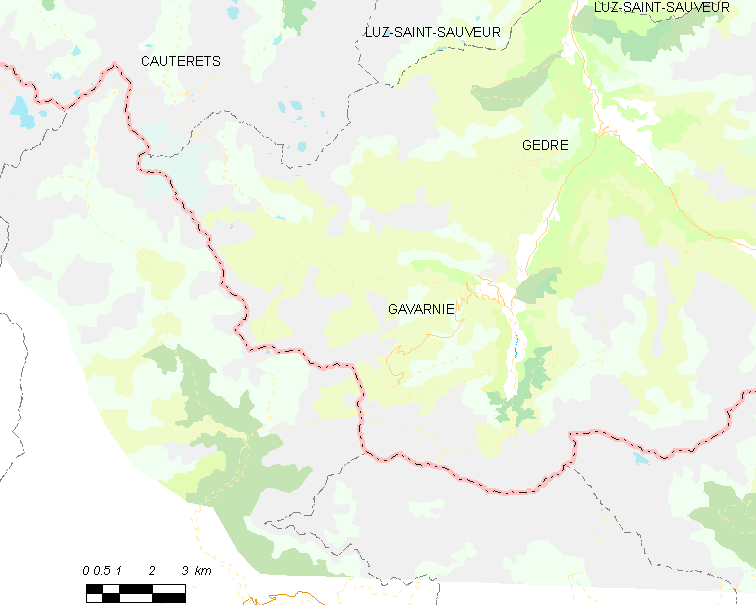
Situation de la commune de Gavarnie.

### Communes limitrophes
Gavarnie est limitrophe de l'Espagne (Aragon), de la commune française de Cauterets et de la commune déléguée de Gèdre. À l'ouest et au sud-ouest, Gavarnie est bordée par la Vallée de l'Ara qui dépend de la commune espagnole de Torla-Ordesa.
| Cauterets              |                 | Gèdre (Gavarnie-Gèdre) |
| Torla-Ordesa (Espagne) | Gavarnie        | Héas (Gavarnie-Gèdre)  |
| Torla-Ordesa (Espagne) | Fanlo (Espagne) | Bielsa (Espagne)       |

### Géologie et relief
La commune est classée en zone de sismicité 4, correspondant à une sismicité moyenne.

### Hydrographie

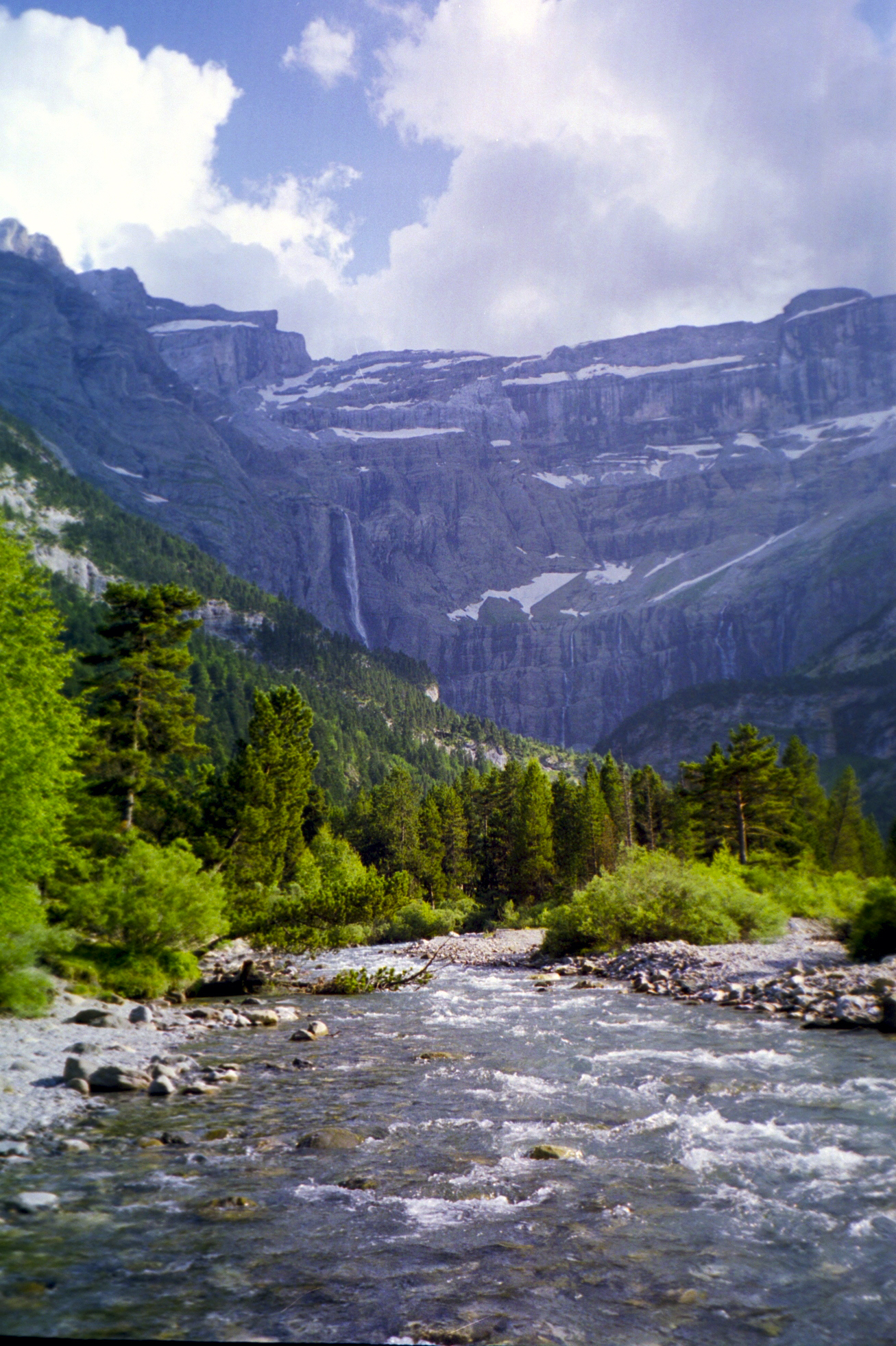
Le gave de Gavarnie entre la Prade et la Courade.

Le gave de Pau, ici nommé gave de Gavarnie, prend sa source sur le territoire de la commune, au cœur du parc national des Pyrénées. C'est la grande cascade haute de ses 422 mètres.
Le ruisseau des Oulettes, affluent gauche du gave de Pau dans le bassin versant de l'Adour, prend sa source sur la commune et y conflue sous le nom de gave d'Ossoue.

## Toponymie
La vallée de Gavarnie doit son nom au gave de Pau. Ce toponyme pyrénéen est en effet basé sur l'étymon pré-latin gabar à l'origine du mot gave, élargi par un suffixe obscur. Michel Grosclaude et Jean-François Le Nail rapportent les dénominations historiques du village :
- dénominations historiques :
  - de Gavernia, latin (1144, Du Bourg),
  - prior Gabarniæ, latin (1213, Du Bourg),
  - Hospitale de Gavarnia, latin et gascon (1379, Procuration Tarbes),
  - Guauarnie, Guabarnie (1429, censier de Bigorre),
  - Gavarnie, Gabarnie (1614, Guillaume Mauran),
  - Gabarnie (1760, Larcher, pouillé de Tarbes),
  - on lui attribue le nom de Gavarnie à cause de la rivière du gave qui prend sa source dans son territoire (1768, Duco) ;
- nom occitan : Gavarnia[réf. nécessaire].

## Histoire

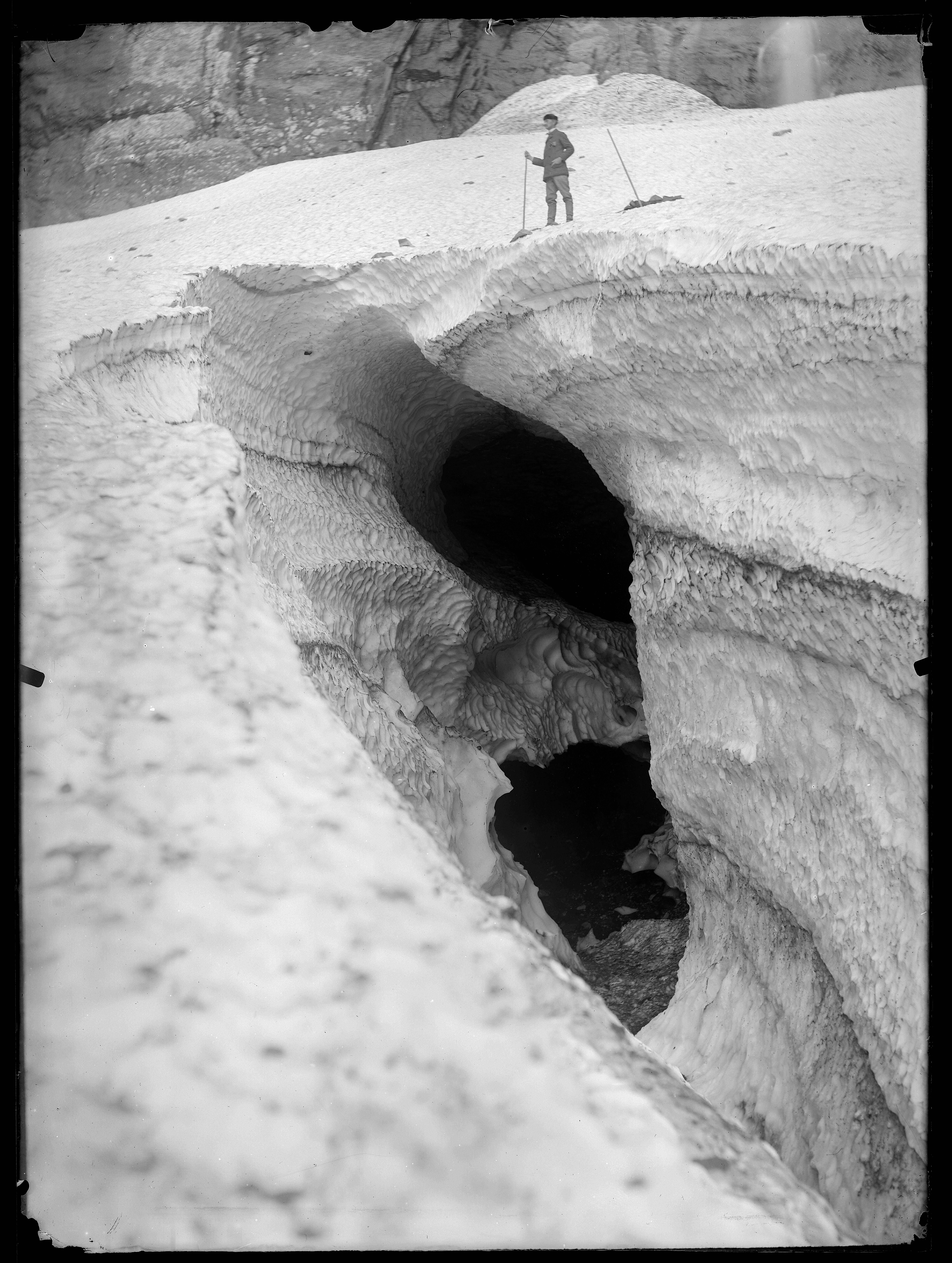
Pont de neige à Gavarnie avec Henry Russell, photo par Eugène Trutat, conservée au muséum de Toulouse.

Par ordonnance (no 10.168) du Roi (Neuilly, le 5 août 1842) : « Les sections de Gédre et de Gavarnie sont distraites de la commune de Luz, chef-lieu de canton, arrondissement d'Argelès (Hautes-Pyrénées), et formeront deux municipalités distinctes. »

## Politique et administration

### Liste des maires
| Période                                  | Période          | Identité          | Étiquette | Qualité |
| ---------------------------------------- | ---------------- | ----------------- | --------- | ------- |
| Les données manquantes sont à compléter. |                  |                   |           |         |
|                                          |                  |                   |           |         |
| mars 2001                                | 31 décembre 2015 | Christian Bruzaud |           |         |

## Population et société

### Démographie
L'évolution du nombre d'habitants est connue à travers les recensements de la population effectués dans la commune depuis 1846. À partir du 1er janvier 2009, les populations légales des communes sont publiées annuellement dans le cadre d'un recensement qui repose désormais sur une collecte d'information annuelle, concernant successivement tous les territoires communaux au cours d'une période de cinq ans. 
Pour les communes de moins de 10 000 habitants, une enquête de recensement portant sur toute la population est réalisée tous les cinq ans, les populations légales des années intermédiaires étant quant à elles estimées par interpolation ou extrapolation. Pour la commune, le premier recensement exhaustif entrant dans le cadre du nouveau dispositif a été réalisé en 2004,.
En 2013, la commune comptait 130 habitants, en évolution de −11,56 % par rapport à 2008 (Hautes-Pyrénées : −0,31 %, France hors Mayotte : +2,49 %).
| 1846 | 1851 | 1856 | 1861 | 1866 | 1872 | 1876 | 1881 | 1886 |
| ---- | ---- | ---- | ---- | ---- | ---- | ---- | ---- | ---- |
| 341  | 358  | 330  | 331  | 308  | 309  | 301  | 303  | 310  |

| 1891 | 1896 | 1901 | 1906 | 1911 | 1921 | 1926 | 1931 | 1936 |
| ---- | ---- | ---- | ---- | ---- | ---- | ---- | ---- | ---- |
| 317  | 323  | 269  | 294  | 298  | 254  | 216  | 245  | 258  |

| 1946 | 1954 | 1962 | 1968 | 1975 | 1982 | 1990 | 1999 | 2004 |
| ---- | ---- | ---- | ---- | ---- | ---- | ---- | ---- | ---- |
| 186  | 519  | 213  | 167  | 162  | 169  | 177  | 164  | 154  |

| 2009 | 2013 | - | - | - | - | - | - | - |
| ---- | ---- | - | - | - | - | - | - | - |
| 140  | 130  | - | - | - | - | - | - | - |

### Manifestations culturelles et festivités

#### Festival de Gavarnie

##### Présentation
Le Festival de Gavarnie est créé en 1985 par François Joxe. Avec sa compagnie parisienne du Chantier-Théâtre, il propose un spectacle spécialement conçu pour les lieux dans chacune des vingt premières éditions du festival, en conciliant création artistique et nature dans un site classé. Après une pause en 2005, le festival reprend en 2006 avec le spectacle de la compagnie Il était une fois. Depuis 2007, l'association Théâtre Fébus anime le festival sous la direction de Bruno Spiesser.
Le festival reçoit le soutien des municipalités de Gavarnie, Luz-Saint-Sauveur et Tarbes, du département, de la région et de la DATAR.
En 2014, pour la 29e édition du festival, l'association Théâtre Fébus met en scène Le Songe d'une nuit d'été.

2014 - Le Songe d'une nuit d’été
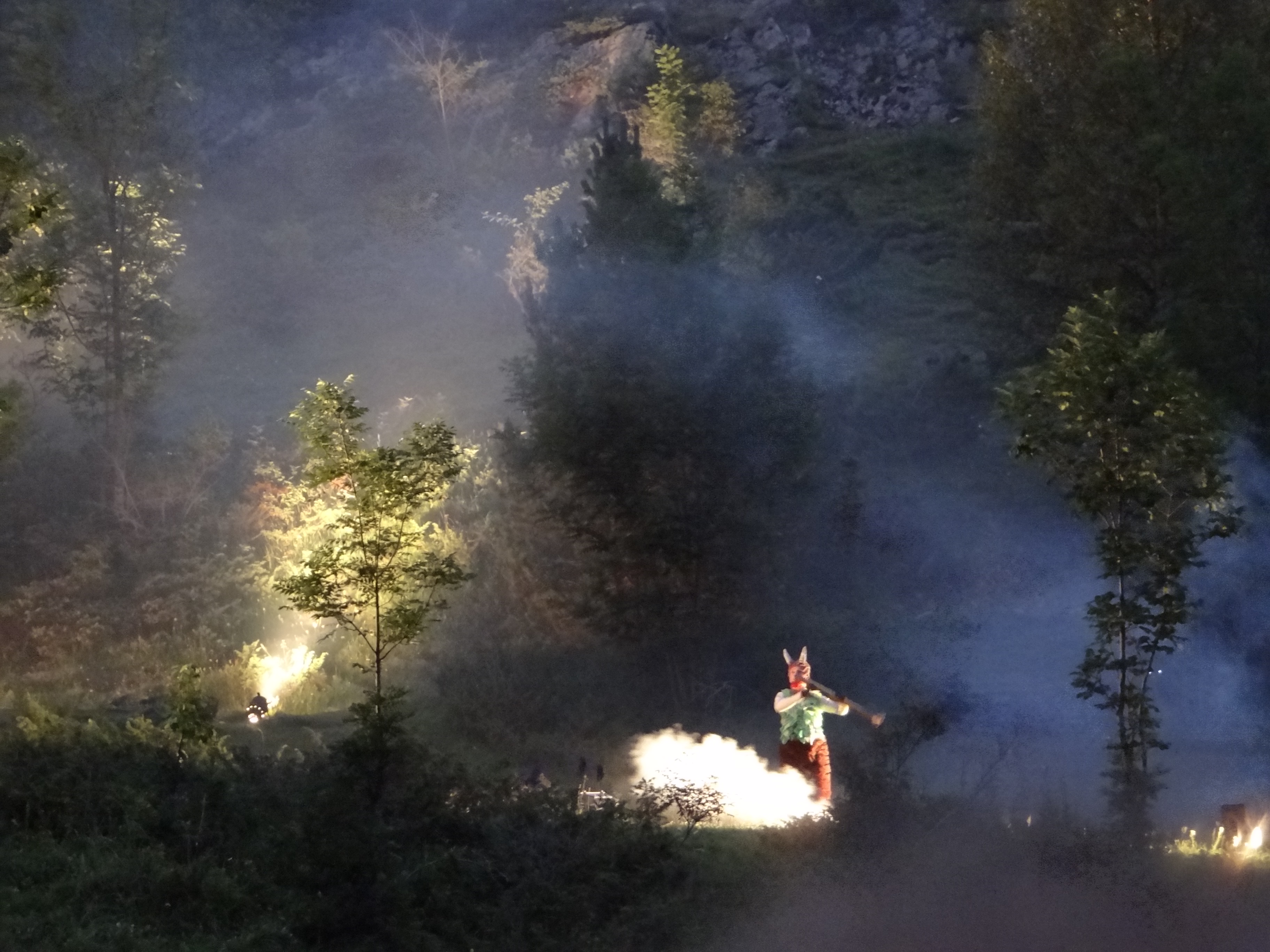
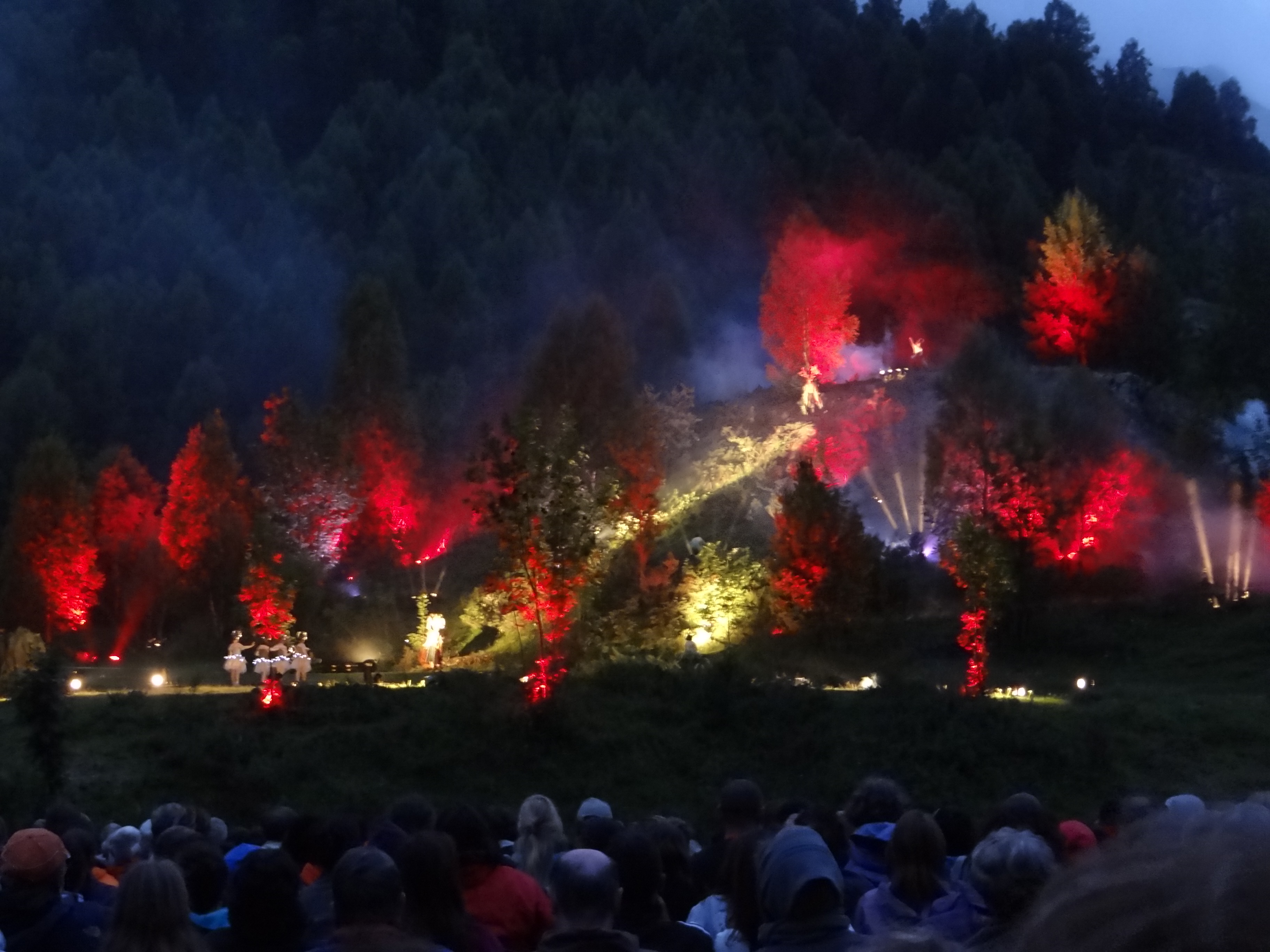
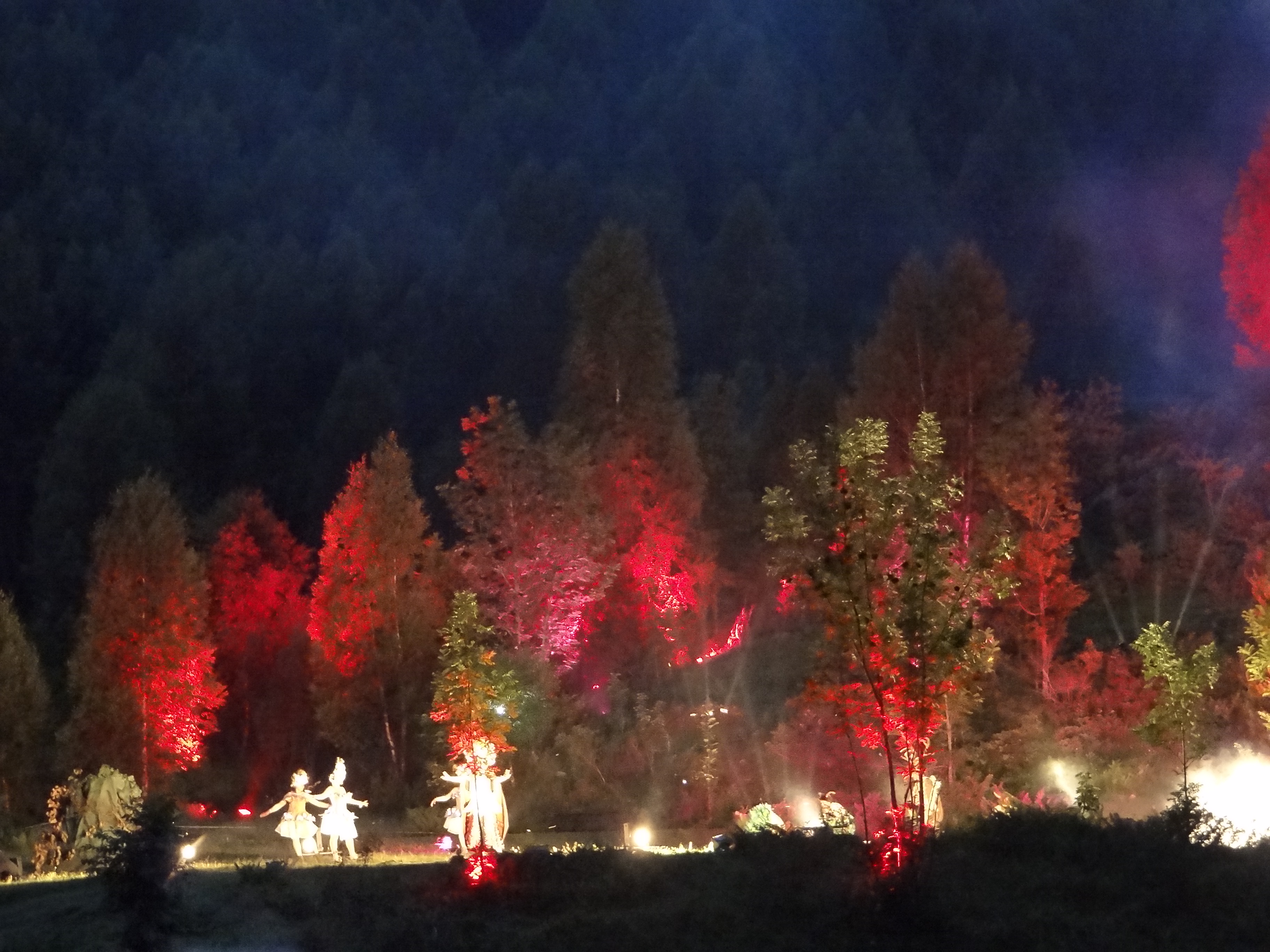
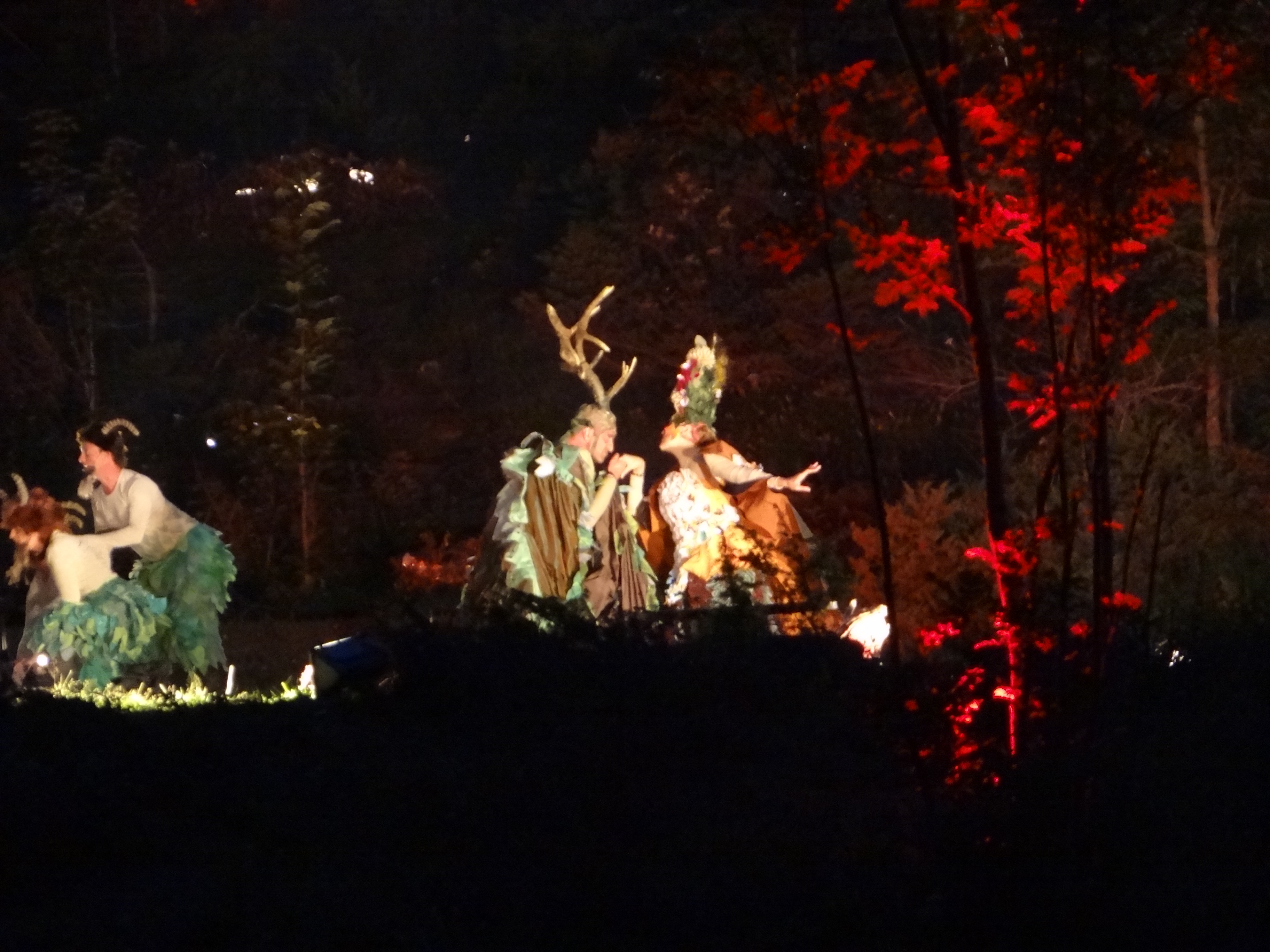
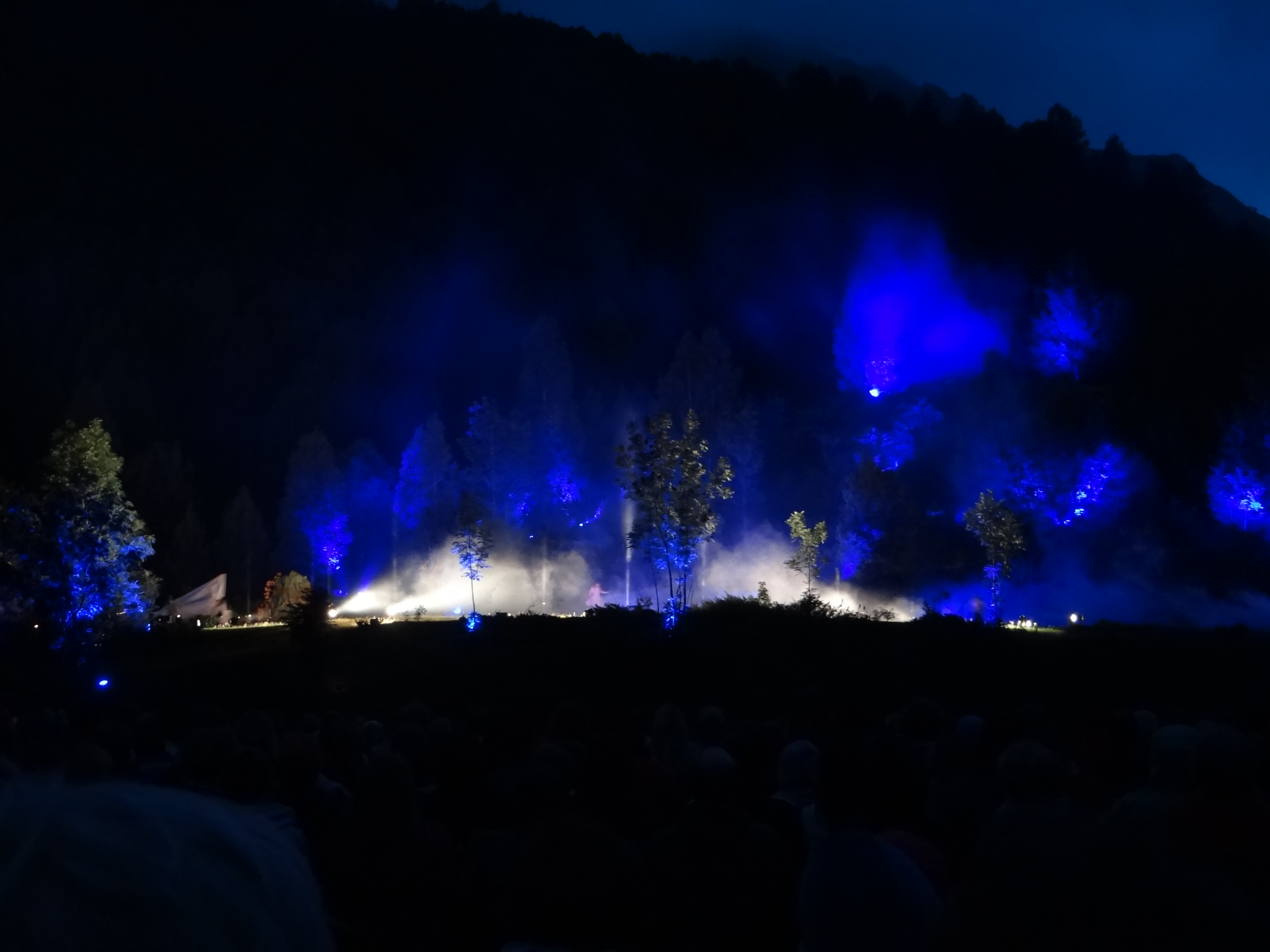
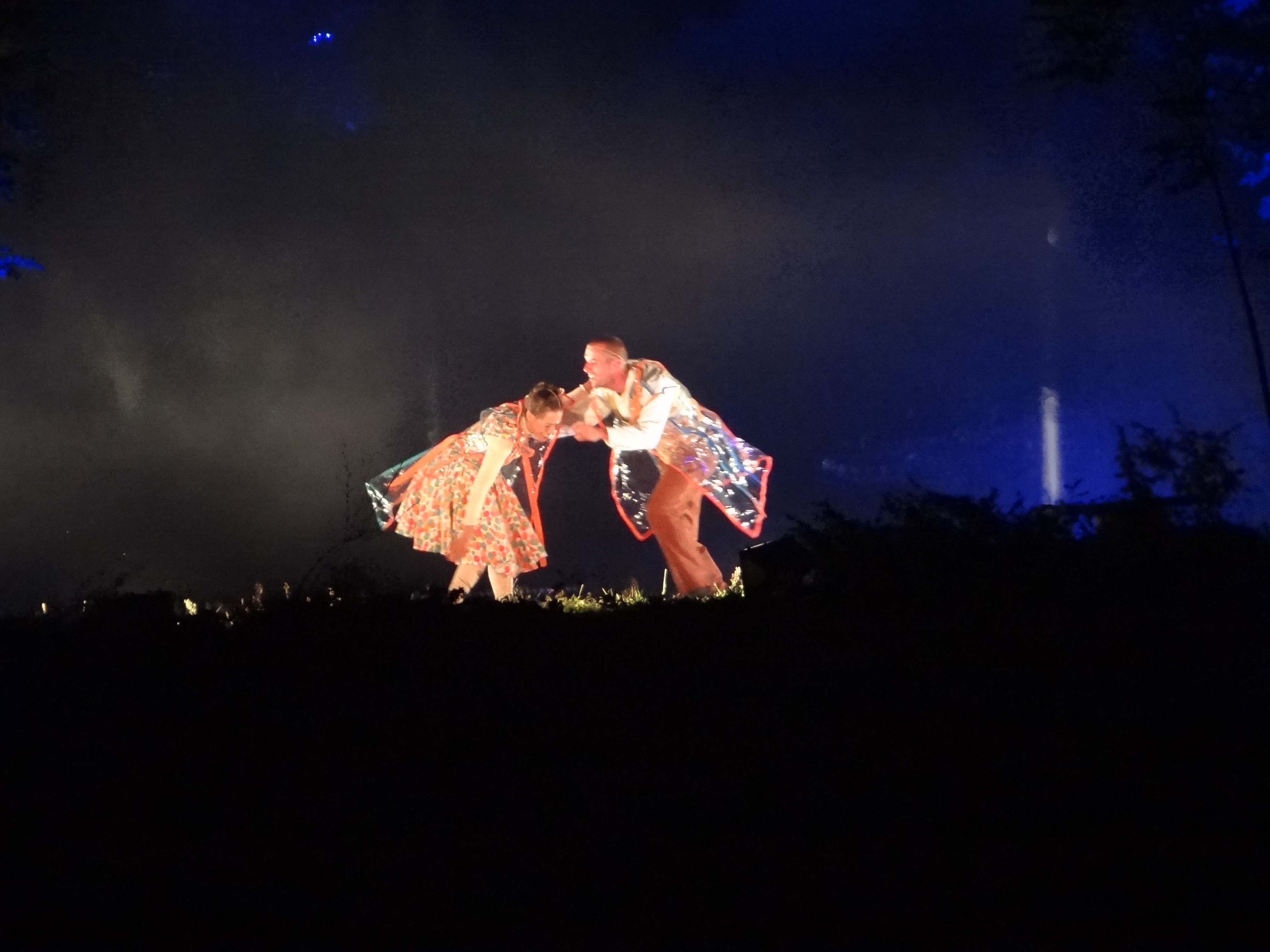
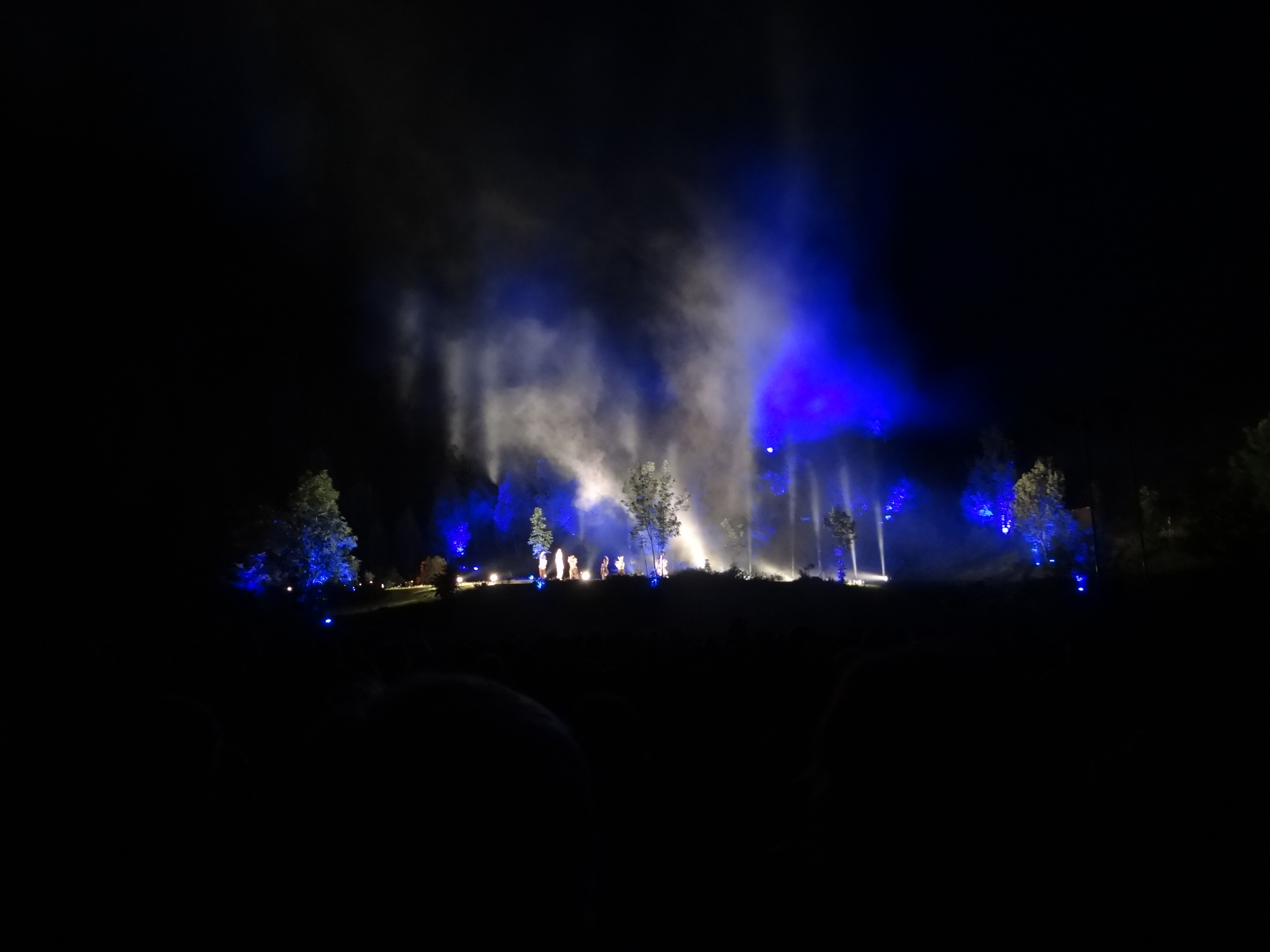

## Économie
L'été, l'activité touristique bat son plein avec près d'un million de visiteurs annuels. La journée, les touristes côtoient les montagnards de passage.
L'hiver, le village reprend son rythme montagnard et abrite la station de ski Gavarnie-Gèdre.

## Culture locale et patrimoine

### Lieux et monuments
- Le cirque de Gavarnie et sa grande cascade, classés par l'UNESCO comme site du patrimoine mondial naturel et culturel, font également partie des Grands Sites de Midi-Pyrénées[15].
- L'église Notre-Dame-du-Bon-Port des XIIe et XIVe siècles est un ancien prieuré des Hospitaliers de Saint-Jean de Jérusalem. Avec son cimetière, elle est inscrite au titre des monuments historiques depuis 1998[16].
- La statue de Notre-Dame-des-Neiges, érigée sur le Turon de Hole en 1927, œuvre de Firmin Michelet[17].
- Le cimetière des pyrénéistes : une partie du petit cimetière de Gavarnie, le carré des pyrénéistes, regroupe les tombes de plusieurs figures du pyrénéisme : les guides de la famille Passet, dont Célestin ; François Bernat-Salles, Georges Ledormeur, Georges Adagas, Ludovic Gaurier, Jean Arlaud, etc.
- Balades dans les Pyrénées (brèche de Roland, …)
- Station de ski de Gavarnie-Gèdre
- Le village est traversé par un chemin de Saint-Jacques-de-Compostelle, qui passe près de l'église.

Sélection de vues diverses
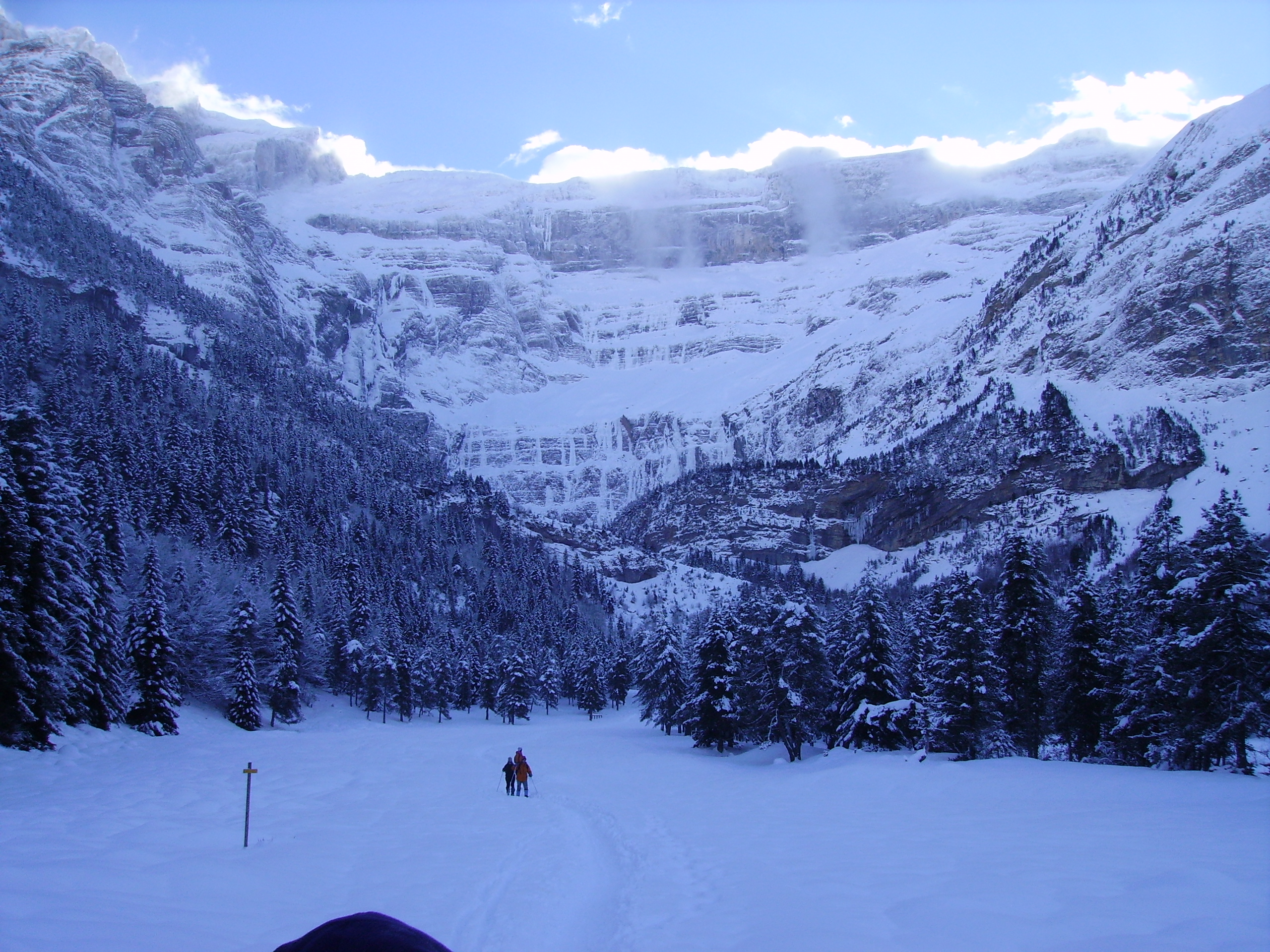
Le cirque de Gavarnie sous la neige.
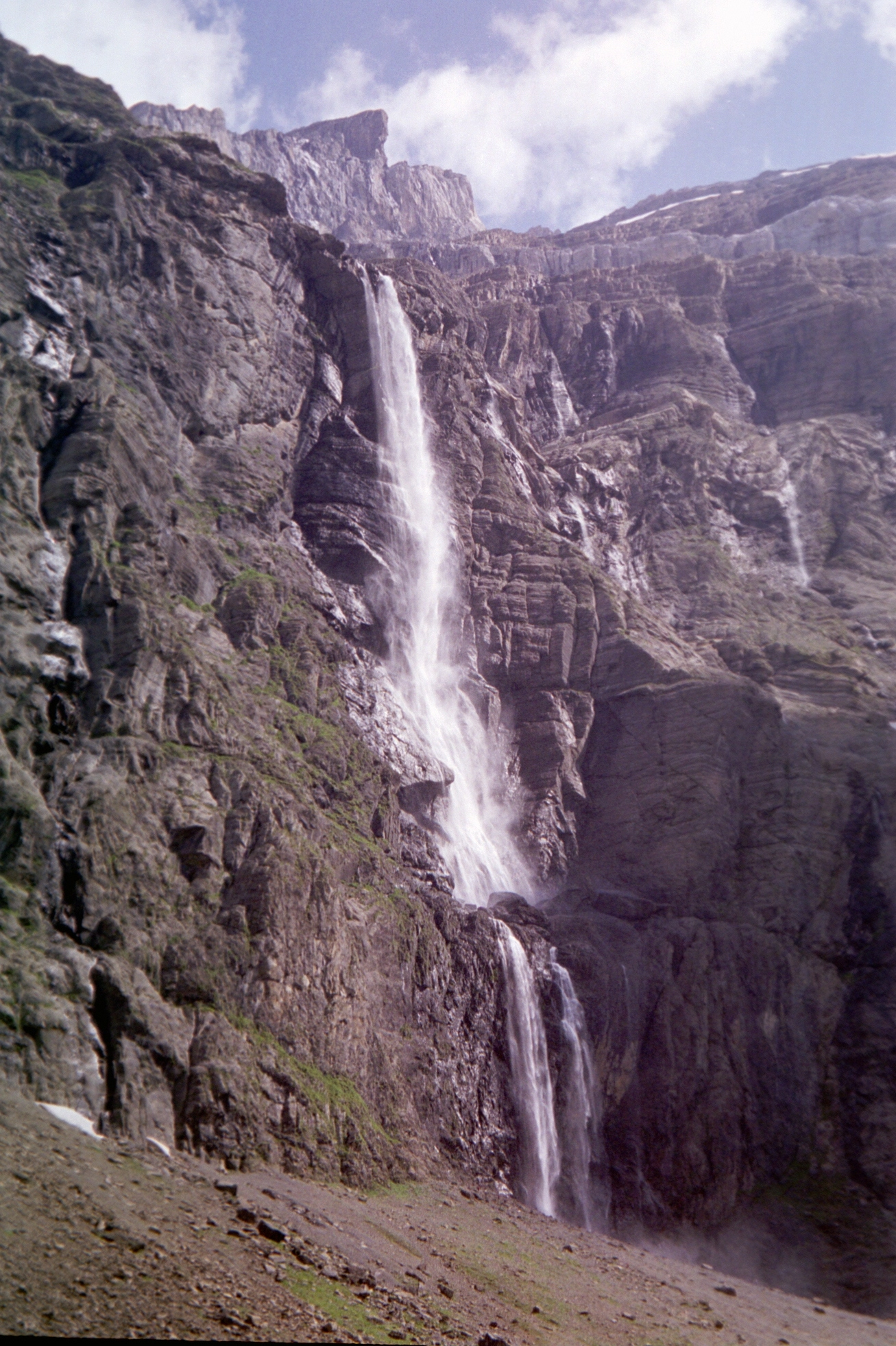
La Grande Cascade.
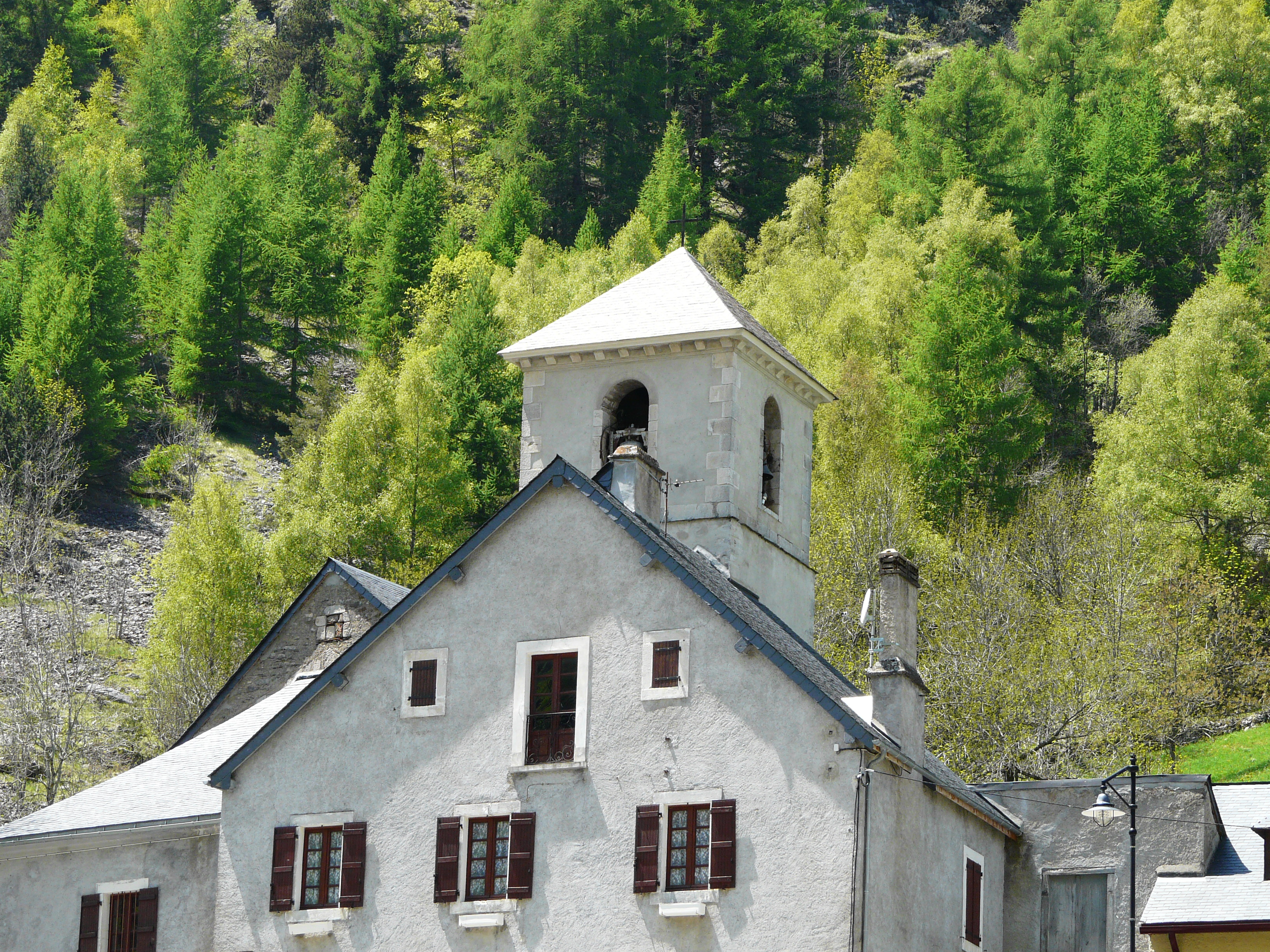
Le clocher de l'église.
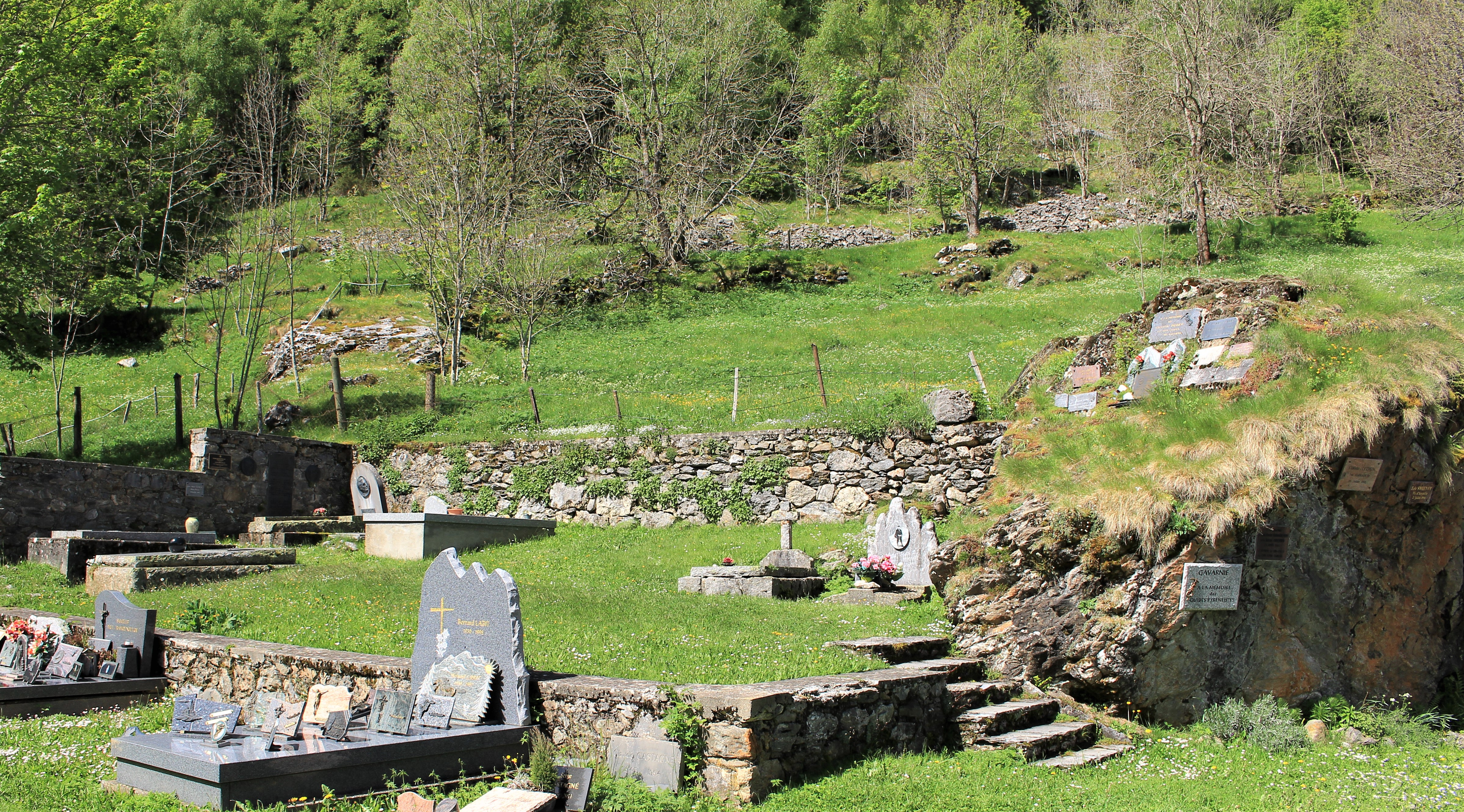
Le carré des pyrénéistes du cimetière de Gavarnie.
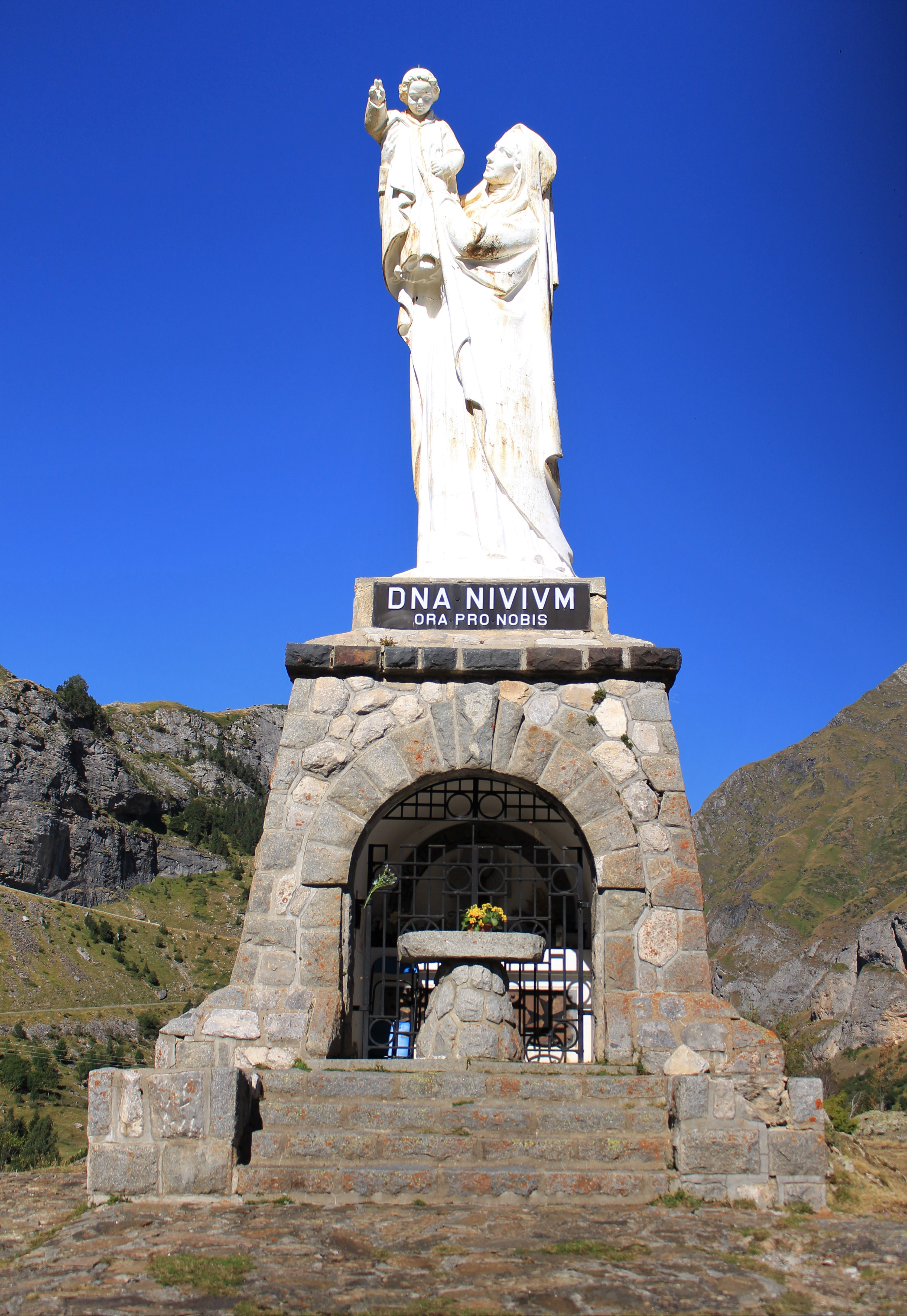
La statue de Notre-Dame-des-Neiges.

### Personnalités liées à la commune
- Comte Henry Russell ;
- guides : famille Passet, Georges Ledormeur, François Bernat-Salles et les guides de montagne de Gavarnie ;
- Margalide et Louis Le Bondidier ;
- Franz Schrader, le cartographe des Pyrénées ;
- Pierre Fossey, illustrateur[18].

### Héraldique
| Blason | Blasonnement : D'argent à un isard au naturel sur un tertre herbeux de sinople mouvant de la pointe de l'écu, au chef de gueules chargé d'une croix pattée de huit pointes d'argent, sur laquelle broche en cœur un besant d'or, accostée de deux coquilles du même. |